# Si c'était lui...
Pour plus de détails, voir Fiche technique et Distribution.
Si c'était lui... est un film français réalisé par Anne-Marie Étienne et sorti en 2007.

## Synopsis
Valentin, jeune homme à l'humour désespéré a tout perdu : sa petite amie, son job et son appartement. Il squatte chez un oncle absent dans les beaux quartiers.
Sur le même palier, Hélène et son fils Jérémy. Forte et indépendante, Hélène, auteur à succès, pourfend à travers ses livres les inégalités sociales et tous les a priori.
Entre eux, un chat qui va et vient, un fils en quête de père, une sœur en quête d'amoureux, un éditeur coincé mais aussi ce qu'on ne dit pas, ces différences qu'Hélène tend à dénoncer et auxquelles nos deux personnages vont se cogner pour doucement se rapprocher et peut-être se rencontrer.

## Fiche technique
- Titre : Si c'était lui...
- Réalisation : Anne-Marie Étienne
- Scénario : Anne-Marie Étienne
- Productrice : Christine Gozlan
- Producteur Exécutif : David Poirot
- Sociétés de production : Thelma Films, ARP Sélection et France 3 Cinéma
- Budget : 6 millions d'euros
- Musique : Christophe Julien et Roddy Julienne
- Photographie : Gilles Henry
- Montage : Christophe Pinel
- Décors : Jean-Baptiste Poirot
- Costumes : Florence Emir
- Directeur de Production : Yvon Crenn
- Régie : François Menny
- Photographe de plateau (auteur de l'affiche) : Moune Jamet
- Pays de production :  France
- Format : couleur - 1,85:1 - Dolby Digital - 35 mm
- Genre : comédie romantique
- Durée : 89 minutes
- Dates de sortie : 
  - France - 12 décembre 2007

## Distribution
- Carole Bouquet : Hélène
- Marc Lavoine : Valentin
- Florence Foresti : Roseline
- Jean Senejoux : Jérémy
- François-Eric Gendron : Hubert
- Jean-Claude Adelin : Henri
- Marc Fayet : Voisin restaurant
- Jean-Paul Bonnaire : Roger
- Grégory Montel : Bruno Suchet
- Yves Lambrecht : l'éditeur

## Autour du film
- L'extrait qui apparaît dans une des scènes clé du film est tiré du film Out of Africa de Sydney Pollack.
- Avant de prendre pour titre définitif Si c'était lui..., le film a tour à tour été nommé Valentin Valentine puis Un amour exemplaire.
- Le film se passe à Paris et la fin du film en Écosse. En réalité, la fin du film a été tournée en Bretagne dans le pays de Fréhel (entre Saint-Malo et Saint-Brieuc).
- Pendant le tournage du film en Bretagne, les comédiens et l'équipe du film étaient installés à Fréhel dans la capitainerie Rocheplate. Voir photo du casting et lien vers la bande annonce.

## Distinctions
- Le film a obtenu le Prix du Jury ainsi que le prix d'interprétation pour Marc Lavoine au Festival de Cosne-Cours-sur-Loire
- Le film a obtenu le Grand Prix au Festival du film de Sarlat.